# Loxhore
Loxhore – wieś i civil parish w Anglii, w Devon, w dystrykcie North Devon. W 2011 civil parish liczyła 304 mieszkańców. Loxhore jest wspomniana w Domesday Book (1086) jako Locheshore/Lochesore/Lochesora/Lochessora.